# République de Florence
1115-–1569
Entités précédentes :
- Saint-Empire,
 Marche de Toscane
- République de Pise

Entités suivantes :
- Saint-Empire,  Grand-duché de Toscane

La république de Florence, aussi connue sous le nom de République florentine ((it) Repubblica Fiorentina), est un ancien État italien, avec pour épicentre la ville de Florence en Toscane, et ses dépendances.
Fondée après la révolte du peuple contre la marche de Toscane, en 1115, la commune, qui prend l'iris comme symbole, instaure une forme de conseil élu qui gère le destin de la cité, et se retrouve régulièrement confrontée aux guerres d'influences entre différentes factions, clans et familles florentines cherchant à prendre le pouvoir. Ce conseil, à la fois syndic professionnel et militaire, évolue en seigneurie de Florence, qui devient à son tour l'enjeu de luttes de pouvoir.
La notion de « république de Florence » concerne plusieurs périodes distinctes de gouvernement républicain à Florence, en Italie, commençant en 1115 et s'achevant en 1569, lors de la création du duché de Toscane.

## Histoire

### La commune de Florence, entre rivalités internes et ascension des marchands (1115-1434)

Carte de l'Italie et des côtes illyriennes en 1084.

La première période s'étale approximativement de 1115, année où la cité se constitue en commune, jusqu'en 1434, année où Cosme l'Ancien, parvient à être élu, sans toutefois abolir formellement les institutions communales.

#### La lutte entre lesguelfeset lesgibelins
Les premiers pas de la Commune ne sont pas clairement connus. Il existe en effet au départ un « consulat » (au sens de délégation), dont le domaine de compétence, lorsqu’il apparaît dans la documentation, se limite pendant longtemps aux relations extérieures et à la justice criminelle. Pendant des décennies, la ville est dirigée par des groupes divers et concurrents. À partir des années 1170-1180, c’est la nécessité de contrôler un territoire en expansion autour de la ville qui donne aux consuls de la cité (consules civitatis), le plus souvent recrutés parmi le groupe des cavaliers (milites, c’est-à-dire l’aristocratie traditionnelle), des fonctions plus clairement définies, consuls qui finissent à leur tour par dominer l’entier gouvernement de la cité à la fin du XIIe siècle.
La commune de Florence parvient ainsi à se libérer des rapports féodaux. Le débat public sur les choses de la cité (économie, religion, politique), appuyé sur des procédures, permet aux citoyens une participation politique institutionnalisée. La « liberté florentine » (Florentina libertas) s'exprime sur la place publique et non dans les coulisses, elle voit l’affirmation du Popolo, en liaison étroite avec les associations de métiers, les corporations, dont l'une repose sur une ressource primordiale sur le plan international : la laine.
Cette prise d’importance, dans les champs politique et économique, entraîne une compétition sur le terrain toscan, et porte la république de Sienne à la combattre. Sienne devient ainsi la rivale de Florence, d'autant plus que les gibelins, c'est-à-dire les partisans de l'empereur, s'opposent à la politique guelfe, c'est-à-dire celle favorable au pape : Florence embrasse le parti guelfe et refuse l'autorité de l'empereur. Sienne lui fait subir une cinglante défaite en 1260, à la bataille de Montaperti, mais, Florence bat sa rivale en 1269 à la bataille de Colle (à Colle di Val d'Elsa) et, en 1270. Charles d'Anjou, allié de Florence, contraint alors Sienne d'entrer dans la ligue guelfe.
À l'issue de cette période de guerre, est fondée, par les Ordonnances de justice du second peuple (Ordinamenti di Giustizia del Secondo Popolo), élaborées entre 1284 et 1295, la seigneurie de Florence, sur laquelle repose désormais le système constitutionnel de gouvernance. Elle comprend neuf membres, les Prieurs (Priori), choisis dans les rangs des guildes et corporations, les Arti di Firenze, utiles à l'enrichissement de la cité.

#### La Florence des banquiers: l'affirmation européenne
- république de Florence

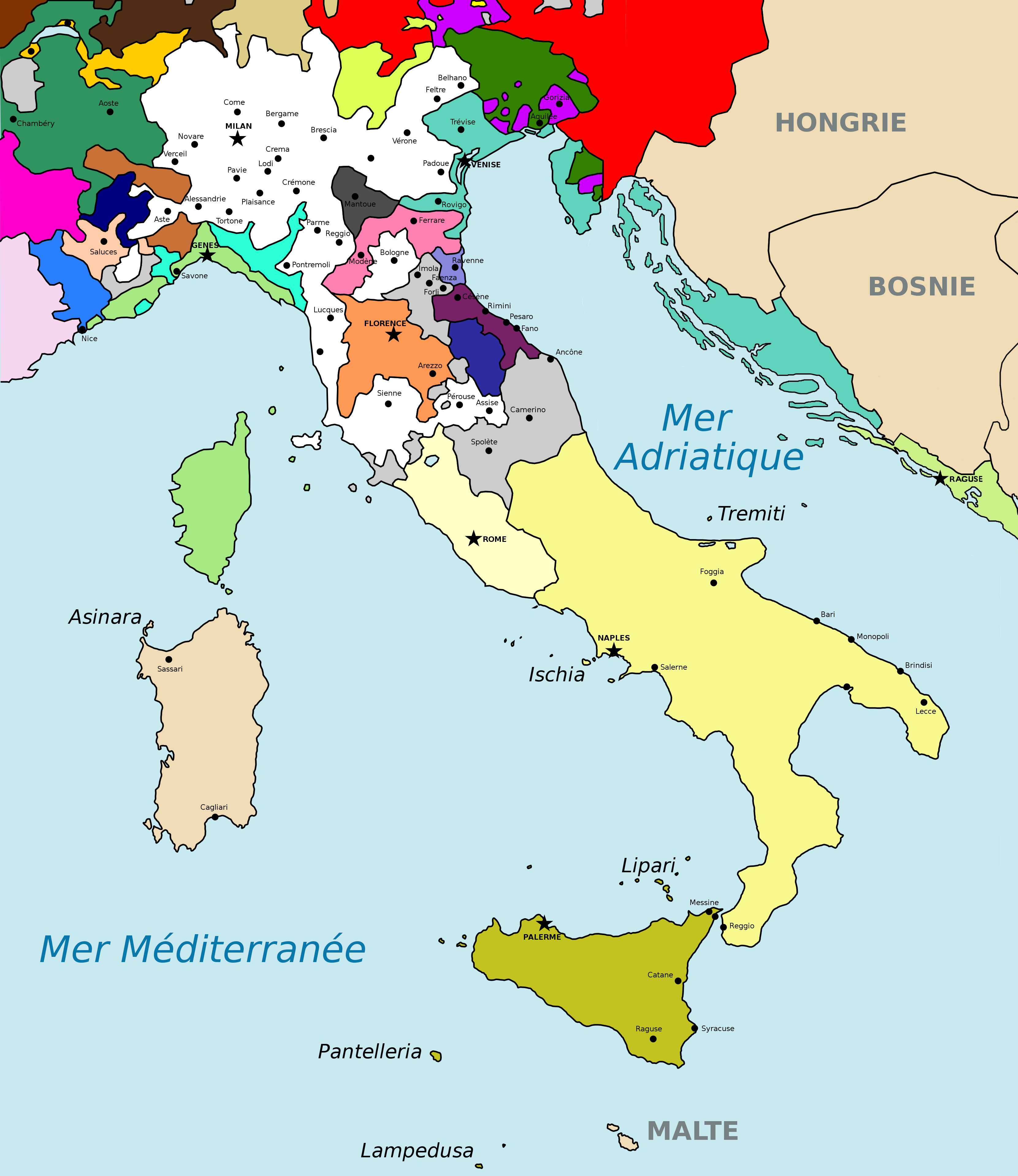
Carte de la péninsule italienne en 1402.
république de Florence

Durant cette période, la cité connaît une très forte croissance démographique, qui la fait passer de quelque 10 000 habitants vers 1175 à 60 000 vers 1250, pour atteindre un sommet dans les années 1320-1330, avec peut-être 120 000 habitants. Florence voit ensuite, à cause de l'épidémie de peste des années 1348-1350, sa population fortement diminuer. Avant ce drame, Florence est de par sa population, la deuxième ville européenne, derrière Paris.
Au XIIIe siècle, Florence devient un centre économique majeur, à la fois commercial, industriel (centré sur la production de tissus de laine et de soie) et financier ; ses compagnies marchandes, durables et puissantes, dotées d’importantes ressources en capital, ont installé des succursales fixes dans les principales places d’Europe et du bassin méditerranéen, et s’imposent comme les financiers des papes et des princes. Parmi ces acteurs commerciaux puissants, on trouve entre autres les Alberti, Albizzi, Frescobaldi, Médicis, Niccolini, Pazzi, Peruzzi, Pitti et Strozzi. Elles prennent le pouvoir au sein du Popolo et s'imposent face aux partis des milites. La raison financière s'impose face aux tenants du glaive, lesquels s'en trouvent disqualifiés. La vie politique florentine repose désormais sur une large participation des citoyens, sans guère d’équivalent dans la Péninsule ; elle implique même nombre d’artisans ou de gens de métiers modestes, les Ciompi, limitant il est vrai leur rôle aux grandes assemblées ou aux offices subalternes. Le tirage au sort pour désigner les détenteurs de certains offices fait ainsi son apparition à la fin du XIIIe siècle, bien avant de devenir, en 1328, le mode de désignation des prieurs et du gonfalonnier de justice, soit des membres les plus importants de l’Exécutif florentin.
Signe de la puissance grandissante de la cité, elle se met à battre monnaie d'or, ce qui veut dire que le métal précieux afflue dans ses caisses, dans un environnement qui, jusqu'alors, ne connaissait principalement que le denier d'argent. Le premier fiorino d'or est émis à partir de 1252. En moins d'un siècle, le florin va se répandre dans toute l'Europe, concurrençant le sequin vénitien, à poids quasiment égal. Un certain Francisco Medici prête à cette époque la somme extraordinaire de 1 348 300 florins d'or bon poids au comte de Savoie, Amédée VI.
Peu après les années de peste, la cité pour se gouverner, fait de plus en plus appel à une délégation pour une durée déterminée de pouvoirs politiques ou administratifs détenus par une magistrature, ou un Conseil à une commission spéciale restreinte, en général d’une dizaine de citoyens, que l'on appelle la balìa. Ce système exceptionnel va hélas se répéter à plusieurs reprises, créant de fortes tensions au sein des Arti di Firenze, et en définitive, entre riches et pauvres, instituant une forme d'oligarchie : ainsi, en juin 1378, éclate la révolte des ouvriers du textile, les Ciompi, sous la houlette de Michele di Lando : de simple ouvrier, il est élu gonfalonnier de justice.
Par la suite, pratiquant une politique d'exclusion sociale, un groupe limité de citoyens aisés prend le contrôle du pouvoir, investissant pleinement l’activité politique tout en réaffirmant avec vigueur son attachement aux institutions républicaines et en renforçant le consensus au sein des couches dominantes. En 1397, est fondée la banque des Médicis, fer de lance de l'affirmation de cette famille au siècle suivant.

### L'arrivée desMédicisau pouvoir: deCôme l'AncienàPierreII(1434-1494)
La guerre des Huit Saints (1375-1378) oppose Florence à la papauté installé en Avignon, et conduit au Grand Schisme d'Occident. La cité va jouer un rôle ambigu, entre médiation et conflit, qui lui coûte d'importantes sommes d'argent. En 1406, la Seigneurie vote le rachat de la république de Pise à la famille Visconti, renforçant ainsi ses liens avec le duché de Milan.

#### La crise de la république et l'arrivée au pouvoir de Côme l'Ancien
Les grandes familles florentines ont, de tout temps, exercé un pouvoir d'influence sur la cité. À partir de 1381, ce sont les Albizzi qui maîtrisent les institutions florentines, depuis que Salvestro de' Medicis a été chassé de la ville (il mourra en 1388, sans jamais revoir sa patrie).
En 1417, les Albizi, les Strozzi et les Quaratesi (implantés dans l'Oltrarno), forment une alliance pour de nouveau empêcher l'ascension des Médicis. Ils s'arrangent pour donner le poste de gonfalonnier à Niccolò da Uzzano (it), un humaniste, qui sut éviter aux fils de Salvestro, Veri et Alamanno, la honte de l'exil. Florence avait besoin de toutes ses forces, car bientôt, advient une série de conflits militaires. Ces guerres furent décidés par ces trois familles au pouvoir, contre d'une part, le duché de Milan, fief des Visconti, d'autre part, la république de Lucques. Elles indisposent les grands bourgeois florentins qui subissent les emprunts forcés de la Seigneurie. À la tête de ces bourgeois s'impose alors Giovanni di Bicci, banquier de la famille Médicis et troisième plus grand sujet imposable de la ville en 1427. Giovanni di Bicci fit en sorte de démasquer les intrigues bellicistes du triumvirat, et réussit à transformer le système d'imposition de la république : la réforme du castato (système de la taxe) a ceci d'exemplaire que, pour la première fois, chaque citoyen serait imposé en fonction de ses revenus, lesquels étaient rendus publics. À sa mort en 1429, son fils Cosme l'Ancien hérite de sa fortune (estimée à 1 800 000 florins). À leur tour, les autres grandes familles se rangent derrière lui.
La même année est créé un comité des Dix, une balìa au titre de l'extraordinaire, pour diriger les opérations militaires de la République contre Lucques. Cosme et son frère Laurent y siègent.
Les défaites face au condottiere de Milan Niccolò Piccinino et la contre-offensive de Lucques entraînent la signature de la paix de Ferrare en 1433 au nom de Cosme de Médicis appuyé par le banquier Palla Strozzi. Florence frôle la banqueroute, et l'opposition des bourgeois se durcit contre la politique de la Seigneurie. Le renouvellement des membres de la Seigneurie la même année donne la majorité au parti de Rinaldo Albizzi, qui forme une nouvelle balìa, chargée d'empêcher l'accession des Médicis au pouvoir. Elle déclare alors l'arrestation de Cosme de Médicis et l'exil de sa famille hors de Florence. Cosme et sa famille se réfugient alors à Venise.
Cependant, la pression populaire oblige Rinaldo Albizzi à rétablir, pour les élections, les anciennes modalités de tirage au sort en octobre 1434. La nouvelle Seigneurie rappelle alors les Médicis et Cosme, qui inaugure une période de pouvoir exercé avec ses partisans sur la ville, et ce jusqu'à sa mort en 1464.

#### Le nouvel ordre des Médicis
Pour exercer le pouvoir sur Florence, Cosme utilise lui aussi le système des balies, où siègent ses partisans, et qui empêchent tout opposant de parvenir au pouvoir. Les ennemis des Médicis (dont les Albizzi) sont bannis hors de la ville pour dix ans.
La reprise des hostilités avec le Milan de Fillipo Maria Visconti en 1438 permet l'institution d'une nouvelle balie pour trois ans. Celle-ci concentre tous les pouvoirs et remplace les deux conseils de la Seigneurie : elle assure la tranquillité intérieure et permet aux florentins de remporter à l'extérieur la victoire sur Milan en 1440 à Anghiari.
Alors que le régime tendait à se libéraliser (la balie est remplacée par un comité de 121 membres de large recrutement), le retour des opposants en 1444 et leurs velléités déstabilisatrices pousse Cosme à faire proclamer par le comité un nouvel exil de dix ans. Les partisans des Médicis sont encore, de fait, les seuls à siéger.
À la stabilité intérieure rétablie s'ajoute la stabilité extérieure : Cosme signe une alliance avec le nouveau duc de Milan Francesco Sforza en 1450, puis adhère à la paix de Lodi en 1454.

#### 40 années de stabilisation politique avec les Médicis

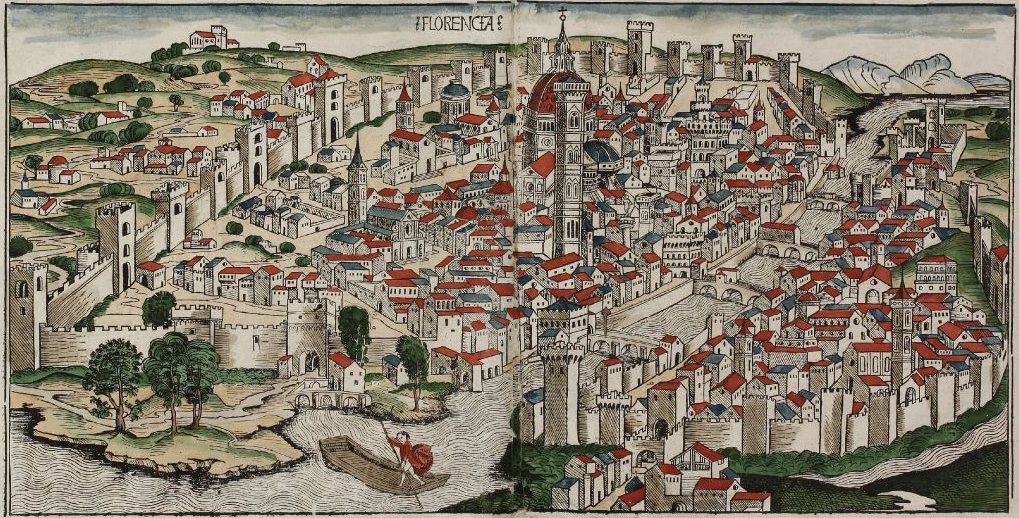
Vue de Florence (colorisée) par Hartmann Schedel, extraite de la Chronique de Nuremberg en latin (1493).

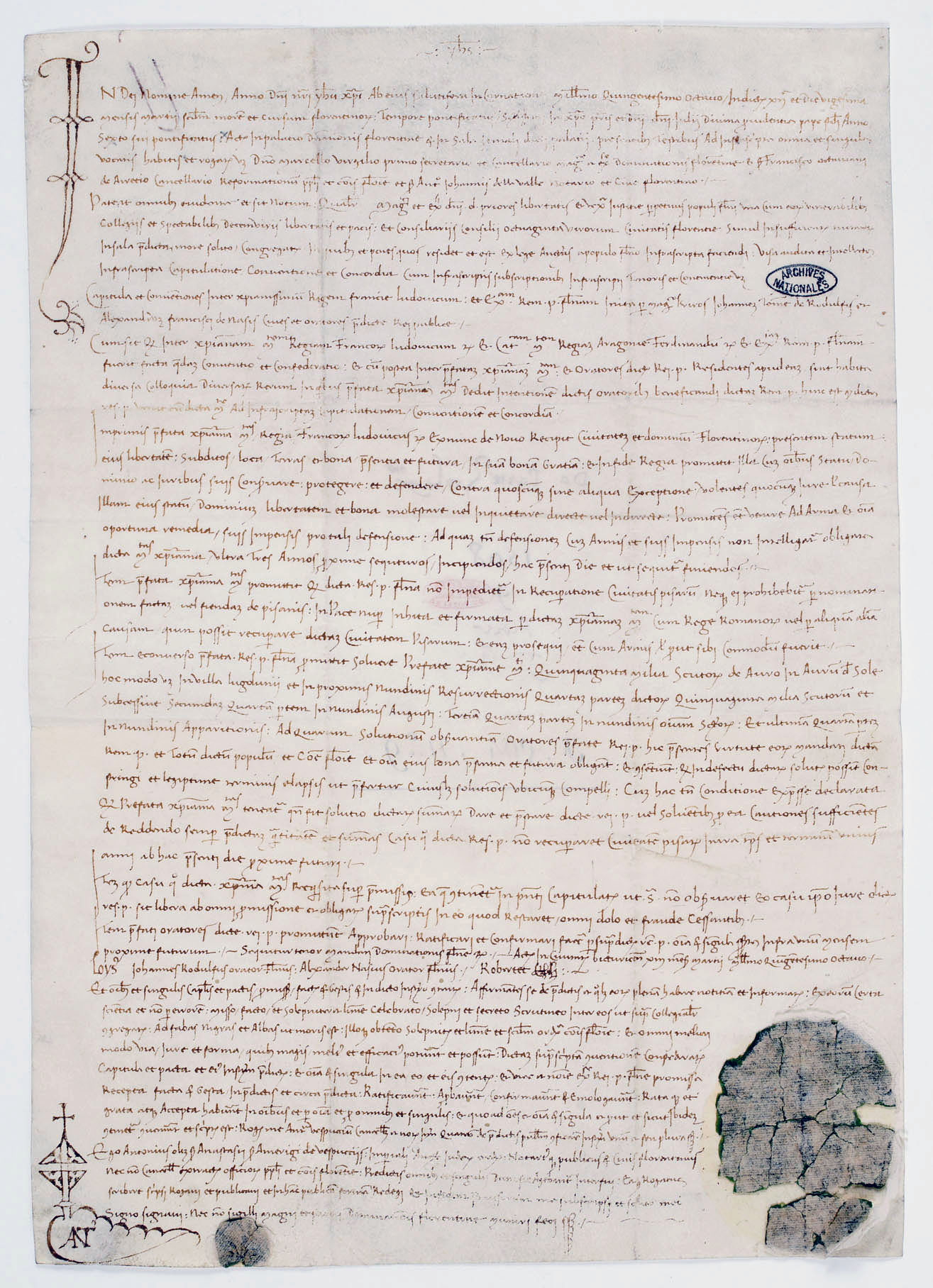
Traité d'alliance conclu le 13 mai 1508 entre Louis XII, roi de France et la république de Florence (Archives nationales AE-III-23).

Artisan de la paix au sein de la ligue Italienne, le successeur de Cosme, Pierre, dit le Goutteux, parvient à se faire élire, et peut se consacrer au développement économique de la cité. Renforçant la puissance de sa banque, il parvient à déjouer de nombreux complots, parfois militaire comme la bataille de la Riccardina (25 juillet 1467), qui maintient Florence dans sa position d'intermédiaire diplomatique.
Élu à sa succession, Laurent le Magnifique instaure une nouvelle forme de stabilité. Il doit faire face en 1478, à la conjuration des Pazzi.
En 1492, son fils, Pierre II, est à son tour élu, mais il va se heurter aux ambitions territoriales du roi de France, Charles VIII.

### La dictature théocratique de Savonarole (1494-1498)
Après plus de trois siècles et demi, la République prend en 1494 la forme d'une dictature théocratique : c'est l'année où les Florentins chassent de la tête du gouvernement, Pierre II de Médicis, accusé d'avoir cédé aux exigences du roi de France Charles VIII. La nouvelle forme de régime républicain instaurée à Florence en 1494 après la chute du régime médicéen est inspirée par le frère dominicain Savonarole, qui, depuis la mort de Laurent le Magnifique en 1492, édifiait la cité par ses prêches qui appelaient à la réforme de toutes les institutions, dont l'établissement du Grand Conseil de Florence (Consiglio Maggiore di Firenze) pour contrebalancer le pouvoir des factions au sein de la Seigneurie et des conseils spéciaux. Le roi de France, parti à la reconquête du royaume de Naples perdu par René d'Anjou, voulait amputer le territoire de la république des cités de Pise, Sarzana et Livourne. Une révolte populaire, hostile au duc en place, instaura cette république qui allait durer jusqu'en 1498. Elle se termina par l'exécution du prêtre et le maintien du Grand Conseil.

### Un retour à la république (1498-1512)
La république qui perdait son essence et son éthique politique, survécut jusqu'à la fin de 1512, quand Laurent II de Médicis, fils de Pierre II et petit-fils de Laurent le Magnifique, put rentrer dans Florence grâce au soutien du pape Jules II et de la Sainte Ligue : une armée espagnole, commandée par Raimond de Cardona, envahit le Mugello et mit à sac d'horrible façon Prato et Campi Bisenzio. Devant ces dévastations, les Florentins reculèrent et acceptèrent le retour des Médicis. C'est l'époque durant laquelle Machiavel composera en 1513 Le Prince qu'il dédiera à Laurent (Nicolaus Maclavellus ad magnificum Lavrentium Medicem).

### Une seconde période médicéenne (1512-1527)
Sous le potentat de Laurent II, allié du pape Jules II, les revendications du condottiere François Marie Ier della Rovere sur le duché d'Urbino conduisent à une guerre en 1517, au cours de laquelle les troupes florentines échappent de peu au désastre. L'élection en 1513 du pape Léon X, oncle de Laurent, permet à la famille Médicis d'accéder au pouvoir au sein même des États pontificaux.
Par son mariage avec Madeleine de La Tour d'Auvergne, Laurent II cherche une alliance politique avec le royaume de France, face aux ambitions impériales de Charles Quint.

### Derniers soubresauts républicains (1527-1532)
Le troisième gouvernement républicain commença le 16 mai 1527 à la suite d'une très grave crise née des conflits entre le pape Clément VII (Jules de Médicis) et l'empereur Charles Quint, qui se termina par le sac de Rome (1527). Clément VII, enfermé dans le château Saint-Ange, parvient à s'enfuir, déguisé en simple moine.

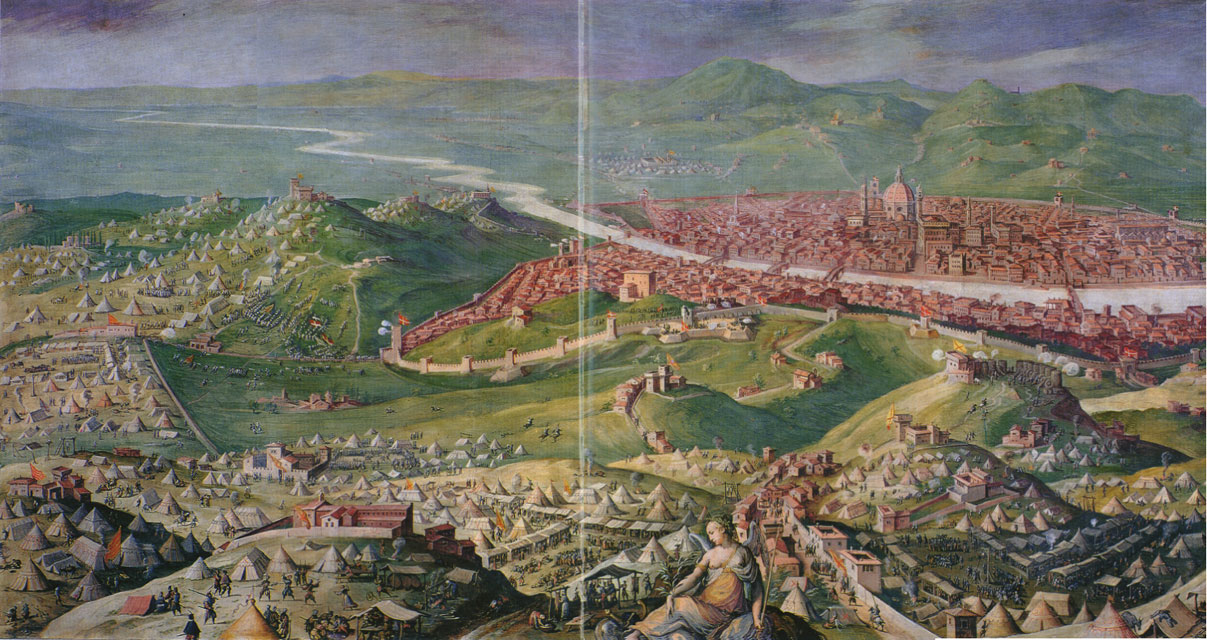
Siège de Florence (fresque de Vasari et de Stradano, 1558).

À Florence, au moment où la nouvelle de la chute de la Ville sainte arriva, le peuple profita de ce moment pour chasser les Médicis et réclamer de nouvelles élections : le nouveau gouvernement sorti des urnes se rangea aux côtés des Français dans leur guerre avec la ligue de Cognac ; mais les défaites françaises au siège de Naples et lors de la bataille de Landriano en 1529 contraignirent François Ier à signer la paix de Cambrai avec Charles Quint.
Lorsque le pape Clément VII et la république de Venise firent la paix à leur tour avec l'empereur, Florence se retrouva isolée. Charles Quint, voulant se concilier la faveur du pape, ordonna à ses armées de s'emparer de Florence pour y rétablir un Médicis, c'est-à-dire un parent du souverain pontife.
Le siège de Florence, qui débuta à l'automne 1529, est l'un des ultimes épisodes de la guerre de la ligue de Cognac. Le condottiere Francesco Ferrucci et Michel-Ange, entre autres, contribuèrent à la défense de la cité. Une armée considérable du Saint-Empire romain germanique et d'Espagne commandée par Philibert de Chalon, prince d'Orange, avait encerclé la ville, et, après un siège de près de dix mois, s'en empara, renversant la république florentine pour mettre sur le trône Alexandre de Médicis — le fils illégitime de Laurent II, ou alors, comme on le suppose, du pape Clément VII — en tant que seigneur de Florence, dès 1530, puis duc de Florence à partir de 1532. Était ainsi rétablie à la tête de Florence la dynastie médicéenne.

### Les ducs de la république de Florence (1532-1569)
Le 1er mai 1532, Clément VII (souverain des États pontificaux et de Florence et le pape de l'Église catholique romaine) nomme son fils illégitime Alexandre de Médicis premier duc de la république de Florence, dont le titre devient héréditaire : c'est la fin de la république élective.
Florence avait été sous contrôle officieux des Médicis depuis 1434. La défaite de la République florentine, soutenue par les États pontificaux et par la république de Venise face au Saint-Empire romain germanique dans la septième guerre d'Italie, permit aux Médicis d'étendre leur pouvoir.
Alexandre de Médicis est duc de la république de Florence jusqu'à son assassinat en 1537 par Lorenzino. Cosme de Médicis, cousin d'Alexandre, est choisi par les autorités florentines pour successeur. Celui-ci entreprend le développement d'une puissante marine de guerre.
De plus, il augmente les territoires du duché, avec l'annexion de la république de Sienne, qui avait chassé sa garnison espagnole et demandé l'intervention de la France, en juillet 1552. Défendue par Blaise de Monluc face aux troupes impériales, elle subit une défaite lors la bataille de Marciano en 1554 et doit finalement capituler, après un siège héroïque, en avril 1555. L'Espagne cède alors Sienne à Florence, tout en conservant les présides toscans de Piombino et Orbetello. 
Cosme est élevé au statut de Grand-duc de Toscane en 1569 par le pape, mettant fin officieusement au duché de Florence pour laisser place au grand-duché de Toscane, et qui étend sa souveraineté sur l'ensemble de la Toscane, de Florence à Lucques.